# María Victorero
María Victorero Arispón (Madrid, 2 de junio de 1885-Madrid, 10 de noviembre de 1969) fue una actriz de cine y teatro española, que participó en cinco películas a lo largo de su carrera cinematográfica que abarcó desde 1944 hasta 1950.
En su faceta teatral pueden citarse las obras "Arriba los corazones" de Pedro Pérez Fernández y "Una mujer muy siglo XX" de Luis Molero Massa.
Fue la esposa del también actor Juan Espantaleón. Ambos están enterrados en el Cementerio de la Almudena de Madrid.

## Filmografía completa
- Eugenia de Montijo (1944)
- Un hombre de negocios (1945)
- Filigrana (1949)
- Noche de Reyes (1949)
- Pequeñeces... (1950)